# Qvale

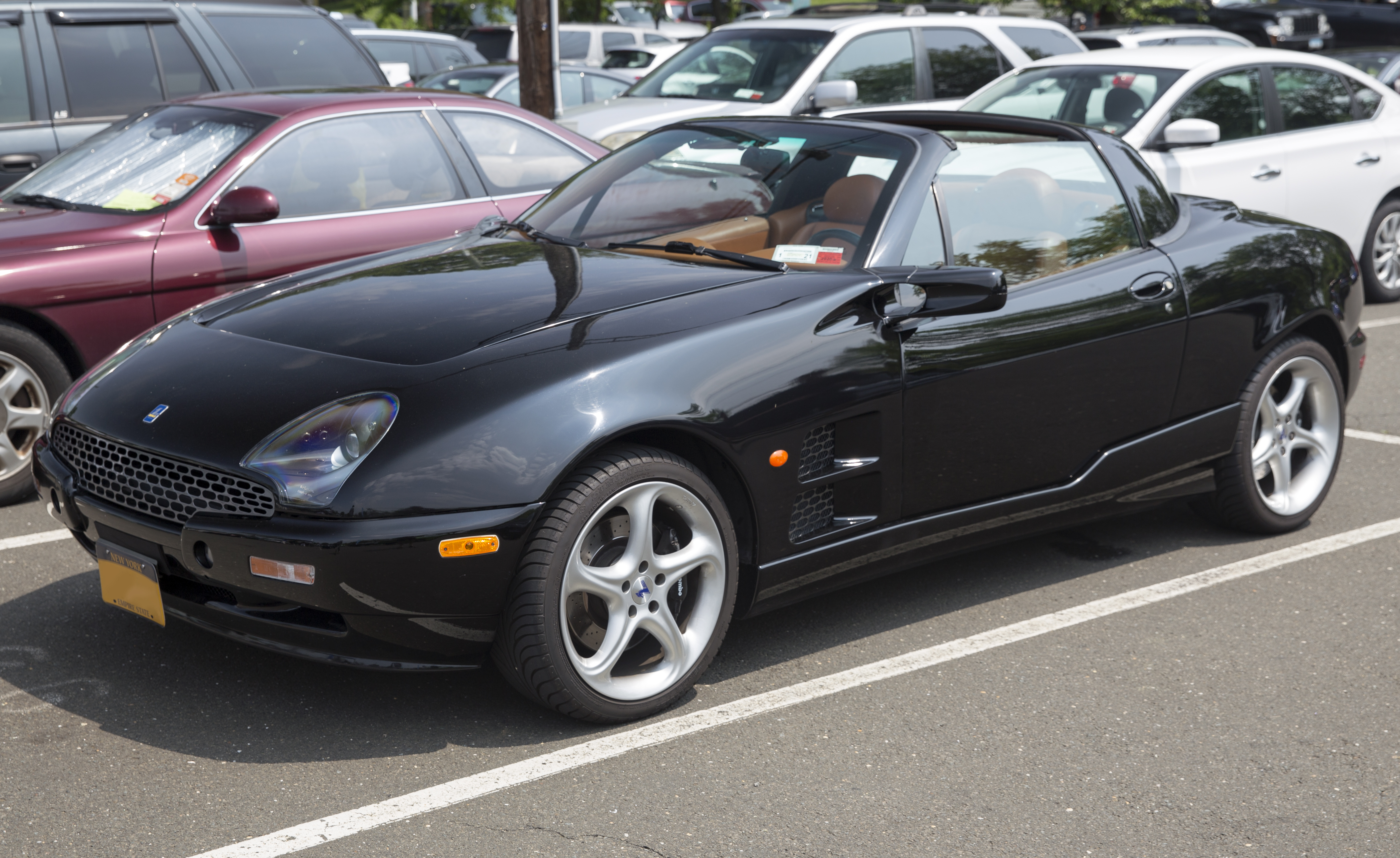
Qvale Mangusta w USA

Qvale Automotive Group – dawny włoski producent samochodów sportowych z siedzibą w Modenie działający w latach 1999–2002.

## Historia
Przedsiębiorstwo zostało założone w 1999 roku przez norwesko-amerykańską rodzinę Qvale, która począwszy od 1947 roku zajmowała się importem i sprzedażą samochodów na terenie Stanów Zjednoczonych. Do powstania firmy Qvale z siedzibą we włoskiej Modenie doszło na mocy porozumienia z Alejandro de Tomaso, który poszukiwał biznesowego partnera do wdrożenia produkcji małego samochodu sportowego zaprezentowanego po raz pierwszy w 1996 roku pod nazwą De Tomaso Biguà.
Jedynym produkowanym przez przedsiębiorstwo modelem był Qvale Mangusta. Qvale nabyło w 2000 licencję na produkcję samochodu po nieporozumieniu z włoskimi partnerami, którzy nie chcieli, aby Mangusta była promowana jako produkt Qvale. W 2002 roku produkcja samochodu dobiegła końca, a prawa do układu napędowego oraz płyty podłogowej wykorzystało i nabyło brytyjskie MG Cars. Technologia ta została wykorzystana do produkcji sportowego coupe MG XPower SV.

## Modele samochodów

### Historyczne
- Mangusta (1999–2002)